# Dietrich Ketteler (Domherr, † vor 1600)
Dietrich Ketteler (* im 16. Jahrhundert; † im 16. Jahrhundert) war Domherr in Münster und Paderborn.

## Leben
Dietrich Ketteler entstammte dem westfälischen Adelsgeschlecht Ketteler, aus dem zahlreiche namhafte Persönlichkeiten hervorgegangen sind. Er war der Sohn des Goswin Ketteler zu Neuassen († 1573) und dessen Gemahlin Cornelia von Rennenberg. Sie war die Tochter des Grafen Wilhelm von Rennenberg und Cornelia von Eulenburg.
Am 22. Dezember 1553 erhielt Dietrich auf Präsentation des Domherrn Heinrich von Münster eine münstersche Dompräbende. Drei Jahre später wurde er emanzipiert. Er besaß auch eine Dompräbende in Paderborn. 1559 verzichtete er auf seine Pfründe und heiratete Theodora von Bronckhorst-Batenburg. Über die Nachfolge seines Domkanonikats entwickelte sich ein Streit zwischen den Domherren Burchard von Langen und Konrad von Westerholt. Nach dem Tode seines Vaters erhielt er 1573 bei der Erbteilung die bentheimischen Güter sowie Haus Lage und Schüttorf und stiftete den Familienzweig Lage.